# Додстіл
Додстіл (нід. Doodstil) — селище в нідерландській провінції Гронінген. Входить до муніципалітету Гет-Гогеланд.
Його площа становить 0,21км², а населення станом на 2021 рік складало 70 осіб.

## Галерея

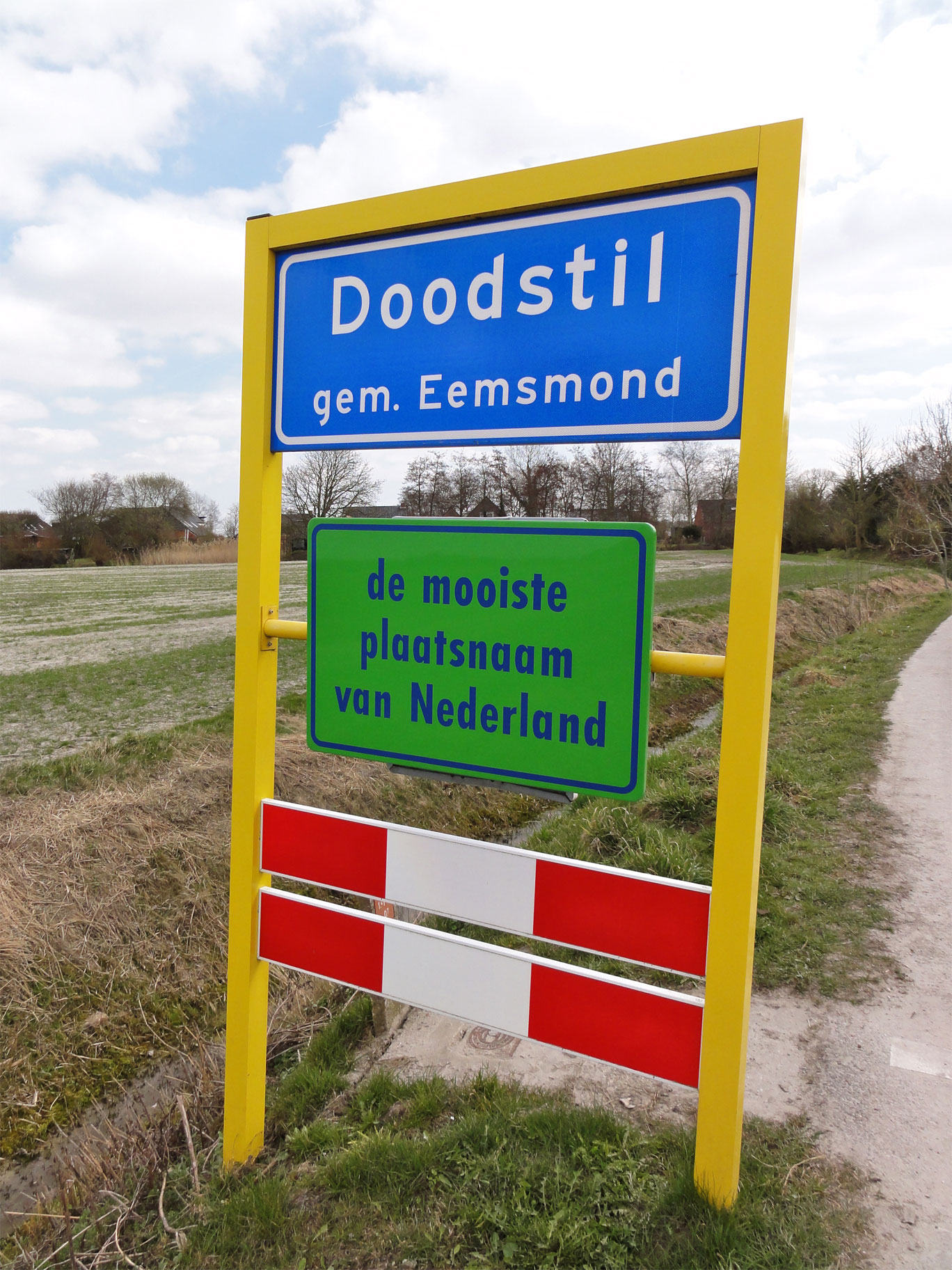
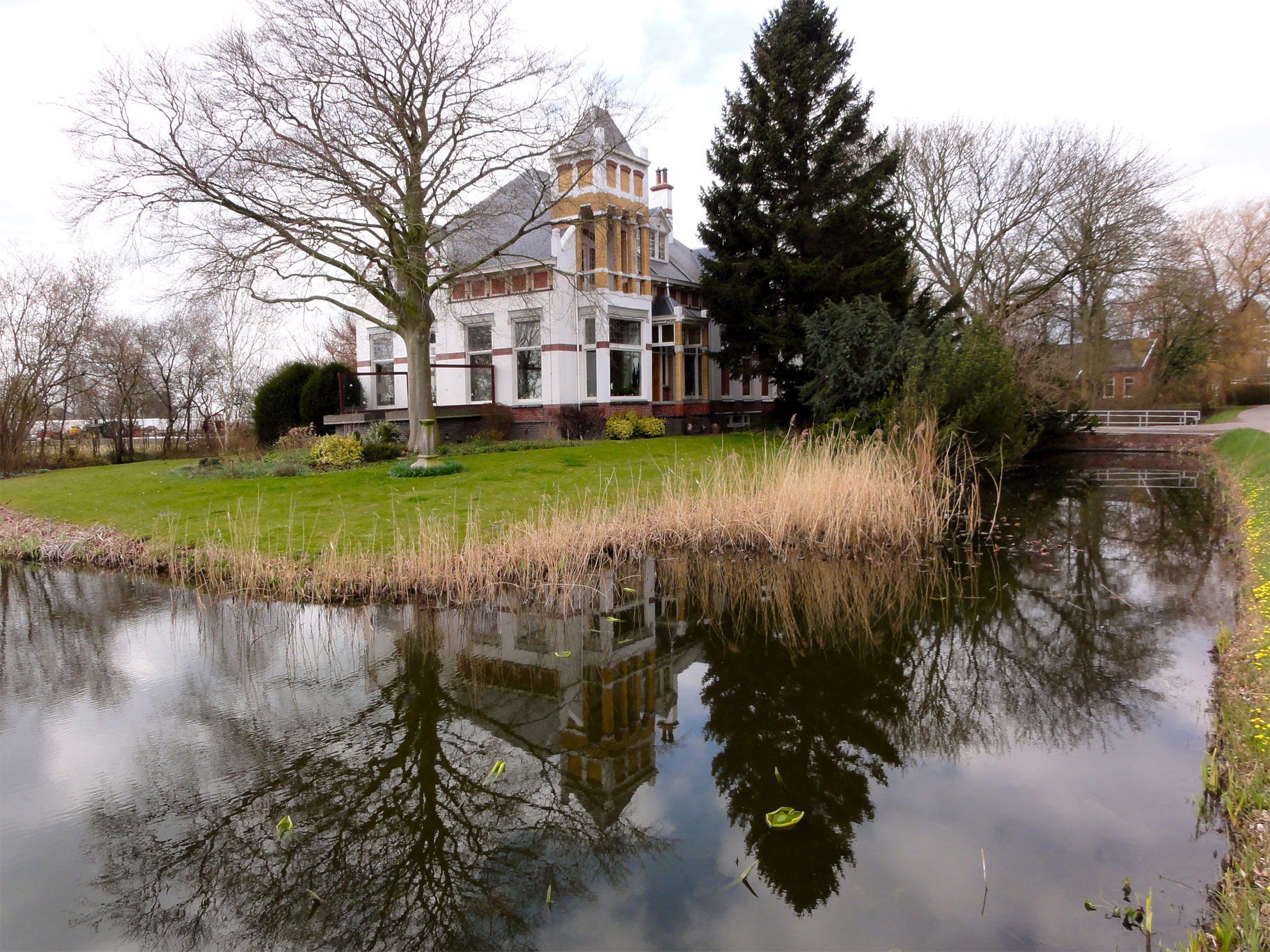